# Наваринско сражение
Наваринското морско сражение е едно от най-големите морски сражения през XIX век, състояло се на 8 (20) октомври 1827 година в Наваринския залив на Йонийско море, край югозападното крайбрежие на полуостров Пелопонес.
Битката се води между Османската империя и Египет (тогава част от нея), от една страна, и обединените сили на Франция, Англия, Русия и Гърция от друга страна. Тя представлява част от Войната за независимост на Гърция (1821 – 1829).
Според запазени сведения, в сражението участват и загиват почти всички от 90-те варненски моряци-новобранци на служба в османския флот.